# Truyền hình Internet
Truyền hình Internet hoặc Truyền hình trực tuyến (tiếng Anh: streaming television hoặc streaming TV) là 1 thuật ngữ đã khá quen thuộc với thế giới ngày nay khi mà Internet gần như chiếm lĩnh toàn bộ thị trường đa phương tiện. Và đối với nhiều người, dường như chiếc TV đã không còn quá quen thuộc như lúc trước nữa khi Internet mang đến cho họ cơ hội nhiều hơn với các thông tin đa dạng.
Với sự phát triển đó của Internet, các hãng Truyền hình (TV) cũng không ngừng đổi mới để tạo ra các chương trình hấp dẫn khán giả hơn. Và giờ đây, thay vì ngồi bên chiếc TV như hồi trước, thì hầu như mọi người đều có thể dễ dàng xem các chương trình truyền hình trực tuyến qua chiếc PC, laptop của mình với chất lượng khá tốt. Đã có rất nhiều trang web ra đời để phục vụ nhu cầu này, bên cạnh những trang chính thống của các đài truyền hình thì còn có những trang trung lập, tổng hợp hầu hết các kênh truyền hình phổ biến để phục vụ ngày càng tốt hơn cho thị hiếu ngày càng cao của người xem.